# Alfonso Cachiguango
Alfonzo Cachiguano fue un músico imbabureño, nació en Peguche (1955) murió a los 64 años el 21 de junio de 2020.

## Carrera musical
En 1969 fundó el grupo Ñanda Mañachi, que en español significa “Préstame el Camino”. Cachiguango dominó la ejecución de 28 instrumentos y compuso aproximadamente 250 temas musicales, entre ellos la canción más popular del grupo musical, Rosa María.
Su grupo de música Kichwa Ñanda Mañachi fue su proyecto de mayor trascendencia, contó con 18 músicos de las comunidades indígenas de Imbabura. En los años 80 y 90 realizaron giras mundiales, difundiendo la música tradicional ecuatoriana en España, Francia, Alemania, Finlandia, Rusia, entre otros países.

## Reconocimientos
Por su trayectoria musical, el 24 de septiembre de 2014 la Asamblea Nacional le entregó el Premio SAYCE en la categoría Derecho fonomecánico.